# High Time (album)
High Time (en españolː Tiempo Alto) es el segundo y último álbum de estudio (tercer álbum en general) de la banda de rock estadounidense MC5, lanzado el 6 de julio de 1971 por Atlantic Records.
Dave Marsh escribió en las notas de la reedición de 1992:

Lamentablemente, el lanzamiento de High Time en 1971 representó el final de la línea musical para MC5. Las fuertes drogas habían entrado en la vida de los miembros de la banda, y en un año se separaron y se desviaron hacia otras rumbos. Al menos dos miembros terminaron en una prisión federal por cargos de drogas, y nunca se reunieron antes de la prematura muerte de Rob Tyner a mediados del verano de 1992.

Aunque el álbum debut de la banda, Kick Out the Jams, había alcanzado el puesto número 30 en la lista Billboard 200, su segundo álbum se estancó en el puesto 137 y High Time tuvo un peor desempeño comercial.

## Recepción
High Time 'ha sido generalmente bien recibido por la crítica. Lenny Kaye, que trabajaba para Rolling Stone, calificó el álbum como «el primer disco que se acerca a contar la historia de su legendaria reputación y su carisma». En su revisión retrospectiva, Mark Deming de AllMusic lo llamó «el álbum más accesible de MC5], pero aún muy idiosincrásico y lleno de melodías bien escritas y sólidamente interpretadas, aunque menos estridentemente político que su otro trabajo, musicalmente es tan intransigente como cualquier cosa que hayan puesto a cera y les habrían dado oportunidades mucho mayores para subvertir a la juventud estadounidense si los niños hubieran tenido la oportunidad de escucharlo».

## Lista de canciones
| Side A |                     |          |  |
| N.º    | Título              | Duración |  |
| 1.     | «Sister Anne»       | 7:23     |  |
| 2.     | «Baby Won't Ya»     | 5:32     |  |
| 3.     | «Miss X»            | 5:08     |  |
| 4.     | «Gotta Keep Movin'» | 3:24     |  |

| Side B |                            |          |  |
| N.º    | Título                     | Duración |  |
| 1.     | «Future/Now»               | 6:21     |  |
| 2.     | «Poison»                   | 3:24     |  |
| 3.     | «Over and Over»            | 5:13     |  |
| 4.     | «Skunk (Sonicly Speaking)» | 5:31     |  |